# Gnaeus Trebellius
Gnaeus Trebellius war ein antiker römischer Toreut (Metallbildner), der im ersten Drittel des 1. Jahrhunderts in Mittelitalien tätig war.
Gnaeus Trebellius ist heute nur noch aufgrund von Signaturstempeln auf drei Bronzegefäßen bekannt. Von drei Stücken sind die Fundorte unbekannt, bei zwei Stücken ist der Fundort unsicher und in einem Fall sehr ungenau. Zwei der drei Stücke wurden in der Saône in Frankreich, dem antiken Gallien, gefunden und sprechen für die engen Wirtschaftsverbindungen im Römischen Reich. Neben Gnaeus Trebellius gab es etwa zur selben Zeit in derselben Region drei weitere Toreuten aus der Gens der Trebellier: Gnaeus Trebellius Crescens (elf erhaltene Bronzen), Trebellius Niger (1) und Gnaeus Trebellius Romanus (10). Damit dürfte es sich um eine der profiliertesten Familien in diesem Arbeitsbereich handeln, sollte es sich hier um Mitglieder eines Familienverbandes handeln. Bei den Stücken handelt es sich um:
1. in Pompeji gefunden; heute im Archäologischen Nationalmuseum Neapel.[1]
2. gefunden in der Saône-Furt Jean-de-Saône bei Montbellet, Département Saône-et-Loire, Region Bourgogne-Franche-Comté, Kanton Hurigny, Arrondissement Mâcon, Frankreich; heute im Musée Denon in Chalon-sur-Saône.[2]
3. gefunden in der Saône bei Thorey, Département Yonne, Region Bourgogne-Franche-Comté, Arrondissement Avallon, Kanton Tonnerrois, Frankreich; heute im Musée Denon in Chalon-sur-Saône.[3]

Bei einem vierten Stück ist nicht sicher, ob es wirklich Gnaeus Trebellius oder einem der anderen Trebellier zuzuordnen ist:
1. Bronzekasserolle, gefunden in Herculaneum, heute im Archäologischen Nationalmuseum in Neapel.[4]

## Einzelbelege
1. ↑  Inventarnummer 73177; Richard Petrovszky: Studien zu römischen Bronzegefäßen mit Meisterstempeln. Leidorf, Buch am Erlbach 1993, S. 305, Nr. T.05.02.
2. ↑  Inventarnummer 73.1.25; Richard Petrovszky: Studien zu römischen Bronzegefäßen mit Meisterstempeln. Leidorf, Buch am Erlbach 1993, S. 305, Nr. T.05.03.
3. ↑  Inventarnummer 68.2.1; Richard Petrovszky: Studien zu römischen Bronzegefäßen mit Meisterstempeln. Leidorf, Buch am Erlbach 1993, S. 305–306, Nr. T.05.04.
4. ↑  Inventarnummer 11796; Richard Petrovszky: Studien zu römischen Bronzegefäßen mit Meisterstempeln. Leidorf, Buch am Erlbach 1993, S. 220, Nr. T.05.01.

| Personendaten    | Personendaten                              |
| ---------------- | ------------------------------------------ |
| NAME             | Trebellius, Gnaeus                         |
| KURZBESCHREIBUNG | antiker römischer Toreut                   |
| GEBURTSDATUM     | 1. Jahrhundert v. Chr. oder 1. Jahrhundert |
| STERBEDATUM      | 1. Jahrhundert                             |